# Верхнекарышево
Верхнекарышево (баш. Юғары Ҡарыш) — деревня в Балтачевском районе Башкортостана, центр Нижнекарышевского сельсовета.

## Географическое положение
Расстояние до:
- районного центра (Старобалтачёво): 22 км,
- ближайшей ж/д станции (Куеда): 92 км.

## История
В «Списке населенных мест по сведениям 1870 года», изданном в 1877 году, населённый пункт упомянут как деревня Верхняя Карышева 1-го стана Бирского уезда Уфимской губернии. Располагалась при речке Карыше, слева от Кунгурского и Сибирского почтовых трактов, в 60 верстах от уездного города Бирска и в 50 верстах от становой квартиры в селе Аскине. В деревне, в 190 дворах жили 1088 человек (546 мужчин и 542 женщины, мещеряки), были 2 мечети, волостное правление, училище.

## Население
| 2002 | 2009 | 2010 |
| ---- | ---- | ---- |
| 523  | ↗547 | ↘439 |

Национальный состав
Согласно переписи 2002 года, преобладающие национальности — башкиры (71 %), татары (28 %).

## Уроженцы
- Бакиров, Филарит Абдулгазимович (1950—2013) — театральный актёр, народный артист Республики Башкортостан (1995). Член Союза театральных деятелей (1976).
- Ахмерова, Флюра Давлетхановна (1928—2004) — писательница, краевед, педагог. Отличник народного просвещения РСФСР (1964).

## Достопримечательности
В 2012 году в деревне установлена мемориальная доска на татарском языке в память о просветителе и народном вожде Батырше — Габдулле Галиеве.